# Girabola 1990
Der Girabola 1990 war die 12. Saison des Girabola, der höchsten Spielklasse im Fußball in Angola. Es nahmen 14 Mannschaften teil, die je zweimal gegeneinander anzutreten hatten.
Petro Luanda aus der Hauptstadt Luanda gewann zum fünften Mal in direkter Folge die Meisterschaft. Mit Primeiro de Agostos Pokalsieg ging auch der angolanische Pokal in die Hauptstadt. Den folgenden angolanischen Supercup entschied Primeiro de Agosto für sich.
Torschützenkönig wurde Petro Luandas Stürmer Mona mit 17 Treffern.

## Tabelle
| Pl. | Verein                   | Punkte |
| --- | ------------------------ | ------ |
| 1   | Petro de Luanda (M)      | 42     |
| 2   | Primeiro de Maio         | 39     |
| 3   | CD Primeiro de Agosto    | 35     |
| 4   | Ferroviário da Huíla (P) | 28     |
| 5   | Desportivo Eka           | 26     |
| 6   | Desportivo Cuca          | 22     |
| 7   | GD Interclube            | 22     |
| 8   | Benfica Huambo           | 21     |
| 9   | FC Cabinda               | 21     |
| 10  | GD Sagrada Esperança     | 21     |
| 11  | Sporting Benguela        | 21     |
| 12  | Desportivo TAAG          | 19     |
| 13  | Petro do Huambo          | 18     |
| 14  | Sassamba                 | 11     |

(Stand: Endstand, keine detailliertere Daten vermerkt)
| (M) | amtierender angolanischer Meister     |
| (P) | amtierender angolanischer Pokalsieger |
| (N) | Neuaufsteiger der letzten Saison      |